# Swim Out
Swim Out (с англ. — «Выплыть») — пошаговая видеоигра-головоломка, разработанная независимой французской студией Lozange Lab. Выход игры состоялся в августе 2017 года на iOS и Android, в сентябре на персональные компьютеры, а также в марте 2018 года на Nintendo Switch. Цель игрока заключается в том, чтобы выбраться из бассейна, полного не игровых персонажей, с которыми нельзя сталкиваться. 
Критики оставили смешанные оценки о Swim Out похвалив её визуальную эстетику и расслабляющую атмосферу с одной стороны, но и заметив, что пошаговая модель прохождения не совсем уместна в данной игре.

## Игровой процесс
Swim Out представляет собой пошаговую видеоигру-головоломку, где игрок управляет пловчихой в общественном бассейне, представленным в виде доски на сеточной основе. Цель игрока — добраться до выхода бассейна, однако он должен обойти всех остальных пловчих, находящихся в бассейне. Управляемая игроком пловчиха обозначена синим цветом, а остальные — красным. Неуправляемые пловчихи двигаются всегда в цикличном направлении и делают один ход в сетке вместе с ходом игрока. Таким образом игрок должен рассчитывать количество шагов и их направление, чтобы выбраться из бассейна. Вместе с новыми уровнями, в игру вводятся и новые типы нип, имеющие свою модель поведения. Например некоторые пловчихи останавливаются на несколько ходов, другие же плавают с плавательными досками, занимая две ячейки в бассейне. 
В некоторых бассейнах имеется мяч, который игрок может подобрать и кинуть в одного нип, обездвиживая его на несколько ходов, или же ласты, с помощью которых можно перемещаться через несколько ячеек за один ход. Бассейны также могут быть обозначены полосами препятствий, некоторые уровни поделены на два водоёма. Если игрок столкнётся с нип, то уровень перезапускается.

## Разработка и выход
Созданием игры занималась независимая французская студия Lozange Lab, основанная супружеской парий Авой и Мэтом Лоз. При создании Swim Out они исходили из идеи создать сложную головоломку, но с обманчиво расслабляющей атмосферой, «где не будет никаких драк, вместо этого робкие посетители бассейна будут потрясены, что вы можете потрогать их!». Так Ава и Мэт решили также связать стиль игры с ретро и ввести самые разнообразные «раздражающие» типажи плавцов. По первоначальной задумке, игрок мог только бросать и перемещать пляжный мяч, однако вместе с этом, создатели не могли добавить новые предметы для взаимодействия (ласты, буи, лапши итд.).
Основная трудность при разработке была связана с тем, что создатели не могли реализовать в игре все задуманные идеи, в итоге им приходилось решать, что стоит ввести в игру, а от чего стоит отказаться. «У нас было гораздо больше мыслей, чем сейчас в игре, и нам пришлось ограничивать себя. В „Swim Out“ уже есть 100 уровней, некоторые из которых разделены на несколько водоёмов, и на завершение игры уже уходит десяток часов, что уже очень много, учитывая её цену, но иногда после многих месяцев разработки вы чувствуете, что этого никогда не будет достаточно». Всего на разработку у пары ушло 6-7 месяцев. Swim Out создавалась для мобильных устройств, а также для Nintendo Switch. При этом игра сыскала успех на мобильных платформах, а также получила положительные оценки, однако на Nintendo Switch она осталась практически незамеченной.
Выход игры на мобильные устройства состоялся 9 августа 2017 года, 14 сентября 2017 года на персональные компьютеры и 20 марта 2018 года на Nintendo Switch.

## Восприятие
| Сводный рейтинг      | Сводный рейтинг |
| Агрегатор            | Оценка          |
| -------------------- | --------------- |
| Metacritic           | 71/100          |
| Иноязычные издания   |                 |
| Издание              | Оценка          |
| Digitally Downloaded | [ 1 ]           |
| Gaming Age           | B               |
| NintendoWorldReport  | 7/10            |
| Nintendo Insider     | 7/10            |
| Switch Player        | [ 9 ]           |

Игра получила смешанные отзывы от игровых критиков, её средняя оценка на агрегаторе Metacritic составила 71 баллов из 100 возможных.
Критик сайта Digitally Downloaded считает, что Swim Out черпает вдохновение из серии настольных головоломок Rush Hour. Он также оценил решение связать тему головоломки с общественным бассейном, а не средневековыми монархами например. Критик также заметил, что если в начале головоломки чадящие, то вместе с новыми главами их сложность значительно возрастает вместе с введением новых типов нип со своей моделью поведения, что делает игру уже больше похожей на шахматы, чем на тетрис. При этом сами персонажи в бассейне в мнению рецензента — это сборник худших стереотипов, которые можно встретить в общественном бассейне: «Есть водолазы, бросающиеся в бассейн, дети, вооружённые водяными бомбами, пловцы, которые либо бездельничают, либо же плавают вдвое быстрее и практикующие каякинг». Критик также заметил, что хотя игра внушает ложное чувство безопасности, однако он со временем столкнётся такими опасностями, как например медузы. Тем не менее он оценил визуальный стиль игры, напоминающий ему ар-деко, а также музыкальное сопровождение. Критик Gaming Age также сравнил Swim Out с Rush Hour, а также заметил, что при своей простоте с первого взгляда, игра постоянно вводит новые виды нип и не даст игроку заскучать. Также рецензент оценил простую графику с мягкими цветами, заметив, что минимальная эстетика работает далеко не в всех играх, но не в Swim Out. В целом критик назвал игру солидной головоломкой, которая сумеет развлечь игрока на достаточно длительное время.  Хотя Swim Out не лучшая представительница своего жанра, она однозначно стоит того, чтобы его опробовать.
Более сдержанный отзыв оставила рецензентка сайта NintendoWorldReport заметив, что Swim Out подойдёт игрокам, которые любят расслабляющую атмосферу, но и сталкиваться со сложными задачами. Тем не менее данная игра лишена своего очарования и быстро забывается. Критик с одной стороны похвалила безмятежную атмосферу бассейна, в отличие от его обитателей, однако считает, что сами головоломки получились медленными и затянутыми, так как они завязаны на пошаговости, но никак не на скорости, ситуацию по мнению критика ухудшает факт отсутствия перемотки. В итоге игрок вместо того, чтобы попытаться перепрыгнуть препятствие, вынужден рассчитывать сценарий преодоления препятствий и повторять всё с начала при допущении ошибки. Критик сайта Switchplayer заметил, что впечатление от игры портит отсутствие инструкции поведения нип, в итоге игрок вынужден справляться с прохождением уровней методом проб и ошибок. «Немного раздражает, что приходится рыться в новой механике, а не переходить прямо к разгадке головоломки». Рецензент также считает, что из-за её привязки к пошаговости и очень короткие уровни, игра абсолютно не реиграбельна, тем не менее Swim Out по прежнему подкупает своим визуальный стилем и расслабляющей атмосферой.

## Внешние ссылки
- swim-out.com — официальный сайт Swim Out